# Sven Snogerup

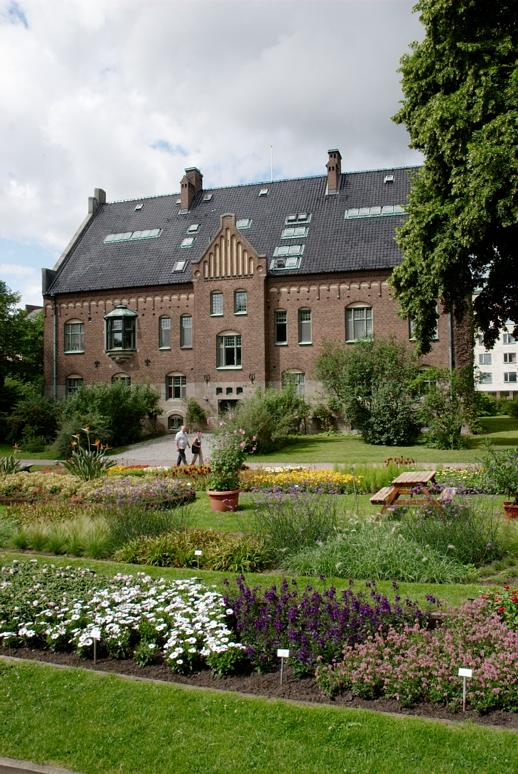
Botaniska museet i Lunds botaniska trädgård.

Sven Emil Snogerup, född den 1 juni 1929 i Hasslaröd i Osby församling, Kristianstads län,  död den 27 augusti 2013 i Norra Nöbbelövs församling, Lund, Skåne län, var en svensk botaniker.
Från 1981 till sin pensionering 1994 var han professor i systematisk botanik och chef för Botaniska museet i Lund.
Snogerup föddes med efternamnet Jönsson, men tog sig i ungdomen efternamnet Snogerup efter hemorten. Han gick på gymnasiet i Hässleholm varefter han flyttade till Lund, vid vars universitet han erhöll en magistersexamen 1955 med ett arbete om växterna i Loshults socken under Henning Weimarck, en licentiatexamen 1962 med ett arbete om tågsläktet Juncus och en doktorsexamen 1967 med en avhandling om kårelsläktet Erysimum. Han var en ledande auktoritet på flera växtsläkten, speciellt Juncus, om vilket han skrev avsnittet i Flora Europaea. Han var speciellt intresserad av den grekiska övärlden (särskilt av Kykladerna vars flora han utforskade i samarbete med Hans Runemark) och deltog aktivt i flera floraprojekt som Flora Hellenica, Flora of Turkey, Flora Iranica och Flora Nordica. Han behandlade särskilt harörter Bupleurum, dunörter Epilobium, tåg Juncus och skräppor Rumex. Sven Snogerup publicerade flera arbeten i samarbete med hustrun Britt (f. 1934), också hon botaniker.
Snogerup var ordförande för Lunds Botaniska Förening i trettio år, 1971–1999. Han blev hedersledamot av Svenska Botaniska Föreningen 1999 för sitt arbete som ordförande i LBF.
Sven Snogerup valdes in som ledamot av Kungliga Fysiografiska Sällskapet i Lund 1983.
Auktorsnamnet Snogerup kan användas för Sven Snogerup i samband med ett vetenskapligt namn inom botaniken; se Wikipediaartiklar som länkar till auktorsnamnet.
I samband med 250-årsjubileet av Linnés Skånska resa skrev han böckerna I Linnés hjulspår runt Skåne (1997) och Från Skånska Resa till Skånes Flora (2000) tillsammans med Matz Jörgensen.
Utanför botaniken var han också en flitig orienterare och var ordförande för Lunds orienteringsklubb åren 1968 till 1989.
Sven och Britt Snogerup är föräldrar till kemisten Sara Snogerup Linse och ytterligare en son och en dotter.

## Eponym
Legousia snogerupii, Luzula multiflora ssp. snogerupii och Galanthus ikariae ssp. snogerupii är uppkallade efter Sven Snogerup.